# Asüna
Asüna er et tidligere canadisk bilmærke tilhørende General Motors.
Det kom på markedet til modelåret 1993 (i 1992) som pendant til Geo. Hvor Geo i Canada blev solgt gennem Chevrolet/Oldsmobile/Cadillacs forhandlernet, blev Asüna solgt gennem Pontiac/Buick/GMC-forhandlerne. Mærket udgik igen efter modelåret 1994. Forgængermærket hed Passport.

## Modeller

### Asüna Sunrunner
Sunrunner var i vidt omfang identisk med Suzuki Vitara hhv. Geo Tracker. Efter mærket Asünas nedlæggelse blev modellen i Canada solgt som Pontiac og som GMC.

### Asüna SE/GT
SE og den sportslige version GT (modelår 1993) var en af Daewoo i Sydkorea fremstillet version af Kadett E, som i Canada tidligere havde været solgt under navnet Passport Optima. Allerede efter ét år udgik modellen igen.

### Asüna Sunfire
Sunfire (modelår 1993) var Asüna-versionen af den på Isuzu Piazza baserede Geo Storm.